# Panhard EBR
Panhard EBR (Panhard Engin Blindé de Reconnaissance, фр. броньована розвідувальна машина) — бронеавтомобіль, розроблений компанією Panhard для сухопутних військ Франції, який пізніше використовувався по всьому світу, зокрема французькою армією під час алжирської війни та португальською армією під час Колоніальної війни.

## Історія розробки
EBR — це колісна розвідувальна машина з колісною формулою 8x8, створена на базі легкого броньованого автомобіля Panhard AM 40 P/Model 201, який був розроблений до Другої світової війни, але залишився лише на рівні прототипу. Після війни в новому конкурсі на післявоєнний броньований автомобіль пропозиція Panhard перемогла над двома іншими французькими фірмами. У той час як дві основні концепції M.201 були збережені (8 коліс і хитна башта), новий броньований автомобіль був новим проєктом, набагато важчим (13 т проти 8), з більшим екіпажем (4 особи проти 2) і 75-мм гарматою (проти 25-мм).
Інші інновації включали нові протикульові шини Michelin і камери Veil-Picard, які мають заповнені азотом камери, що дозволяє їм поглинати удари куль і не спускатися. Броньований корпус встановлений на 8 коліс, з 4 внутрішніми металевими колесами, які можна підіймати для руху по дорозі. Чотири центральні колеса мають алюмінієві диски зі сталевими ґрунтозачіпами, розділеними гумовими блоками; з розгорнутими всіма вісьмома колесами тиск на ґрунт становить лише 0,7 кг на 1 см2.
Екіпаж EBR складається з чотирьох осіб, двох водіїв (спереду та ззаду), а також навідника та командира, які розташовуються сиділи в хитній башті. EBR оснащувався 6-літровим горизонтально-оппозитним 12-циліндровим двигуном 12HD з повітряним охолодженням потужністю 200 к.с. (150 кВт) (з подвійними карбюраторами та компресією 6,6:1, що дозволяє йому працювати на низькооктановому бензині). Створений на базі двоциліндрового автомобільного двигуна Panhard, він був встановлений під підлогою бойового відділення, що призвело до сумного наслідку — потрібно було зняти башту для проведення капітального ремонту двигуна.

### EBR моделі 1951 року
Модель 1951 року є першою серійною моделлю EBR, загалом 836 EBR моделі 1951 року було випущено між 1951 і 1954 роками. Модель 1951 року мала круглу хитну башту FL 11, озброєну 75-мм танковою гарматою SA 49 ручного заряджання. Гармата SA 49 мала боєкомплект і балістику 75-мм гармат США M3 і M6, які вже використовували у M4 Sherman і M24 Chaffee, що стояли на озброєнні французької армії.

#### Оновлений EBR
650 одиниць EBR моделі 1951 року було модернізовано (фр. EBR revalorisé) між 1964 і 1968 роками, 75-мм танкову гармату SA 49 було розточено до більшого калібру 90 мм і оснащено одним дульним гальмом, що перетворило її на нарізну гармату низького тиску CN 90 F2 (заводське позначення D 924).

### EBR моделі 1954 року
Удосконалена модель 1954 року була розроблена з метою підвищення вогневої потужності розвідувальних підрозділів, які використовували EBR. 279 одиниць EBR моделі 1954 року вироблених між 1954 і 1956 роками, вони були оснащені хитною баштою FL 10 від AMX-13, а саме баштою FL 10A2C. Модель 1954 року мала посилену підвіску, щоб витримати більшу вагу башти FL 10. Ця башта мала довгу 75-мм нарізну гармату SA 50, оснащену автоматом заряджання, що складається з двох шестизарядних барабанів, з боєукладкою у башті. Зразок 1954 року міг нести в цілому 36 снарядів. Навідник мав монокулярний приціл APX L 862 із збільшенням ×7,5.
Модель 1954 року була знята з виробництва в 1964 році, але деякі з них залишилися на озброєнні в кавалерійських полках як командно-штабні машини. Отримавши прізвисько sauterelle (укр. коник), у цих EBR були дезактивовані гармати SA 50, а стелажі для боєприпасів демонтовані, щоб звільнити місце для розміщення таблиці карт і радіостанцій великої дальності. Частина EBR зразка 1954 року була куплена Федеративною Республікою Німеччина, Індонезією та Португалією (78 одиниць), останні згодом брали участь у колоніальній війні Португалії.

### EBR-ETT
ETT Engin de Transport de Troupe (укр. військовий транспортер) був варіантом БТР, спочатку розробленим для взводів, що формуються разом з EBR у розвідувальних підрозділах французької армії. Два прототипи були випробувані між 1956 і 1957 роками, але в кінцевому підсумку не були прийняті на озброєння французької армії. Зрештою, 28 одиниць було придбано португальською армією для її розвідувальних ескадрилій, які були оснащені EBR.

## Історія використання
Франція з 1935 року займається виробництвом і використанням продуктивної лінійки колісних броньованих розвідувальних машин, озброєних зброєю з протитанковою спроможністю. Це стало результатом реформування, розпочатого легкими механізованими дивізіями.
Французька тактична доктрина вимагала розвідувальних елементів для охоплення великого та широкого поля бою, особливо в контексті повільних та вимогливих до обслуговування танків того часу. Доктрина також враховувала спосіб найкращого розгортання, накопичення та концентрації танків, що запобігає їх розпорошенню для безпеки та маскування.
Особливою рисою французьких розвідувальних машин є важке озброєння. Від довоєнного MD 178, озброєного протитанковою гарматою 25 мм (що на той час було значним калібром для такої невеликої машини) до прямого наступника EBR, AMX-10 RC, також використовуваного для колісної розвідки, і озброєного потужною 105-мм автоматичною гарматою, що по вогневій потужності дорівнює основному бойовому танку 1980-х років. Схема з важким озброєнням також повторюється в AML 90 і ERC 90 Sagaie.
Ці розвідувальні системи спрямовані не лише на виявлення та пошуку (місії, які можуть виконуватися легшими транспортними засобами з легшим озброєнням), але й на забезпечення безпеки на полі бою (наприклад, флангова безпека та захист від нападу), що вимагає не лише значної вогневої потужності для знищення передових елементів противника, а також протидії бронетанковим вторгненням.
Безбаштовий автомобіль Panhard EBR перевозив труну покійного президента Франції Шарля де Голля на його державних похоронах.
Португалія замовила 50 EBR та 28 ETT у 1956 році. Більшість із цих машин були призначені для армійських розвідувальних підрозділів, дислокованих у тодішніх португальських заморських провінціях Ангола та Мозамбік, які перебували там на початку колоніальної війни Португалії та використовувалися на її ранніх стадіях у контрповстанські операції. У 1974 році, під час Революції гвоздик, машини EBR 75 FL10 Руху збройних сил зіткнулися з танками M47 Patton лояльних військ на площі Праса-ду-Комерсіо. Екіпажі машин обох сторін зрештою розійшлися без інцидентів.
Крім Португалії та кількох новостворених франкомовних держав у Північній Африці, єдині експортні продажі EBR були невеликими партіями, виробленими для індонезійської армії та західнонімецької Федеральної прикордонної служби.

## Оператори
- Франція[9]

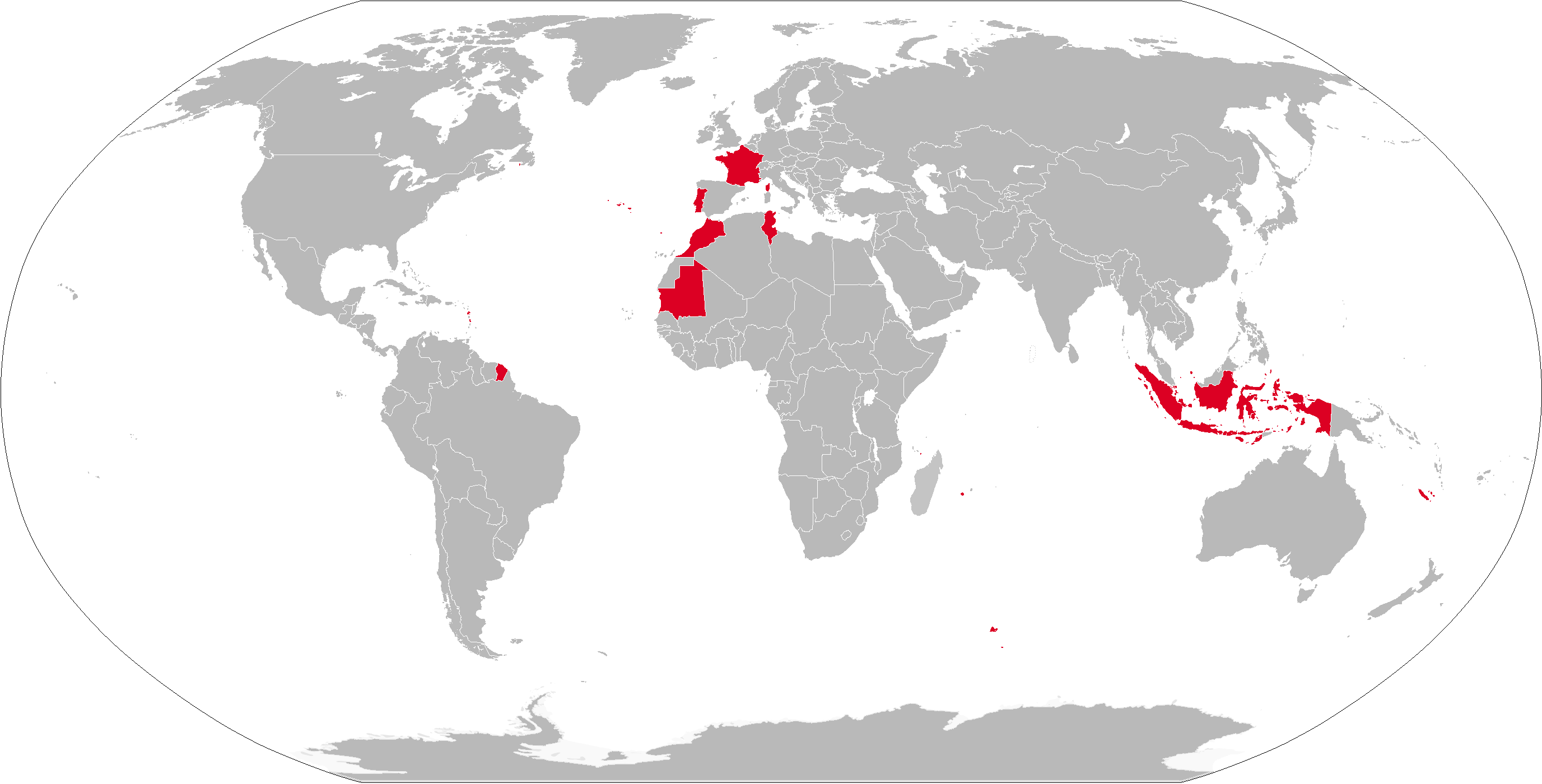
Оператори Panhard EBR позначені червони кольором

- Індонезія: 2 залишаються в музеї мандали Сантрія та як пам'ятник у Пусенков-Бандунг[6]
- Мавританія: 15[10]
- Марокко: 36;[10][11]
- Португалія: 51[10]
- Туніс: 15[10]

## Галерея

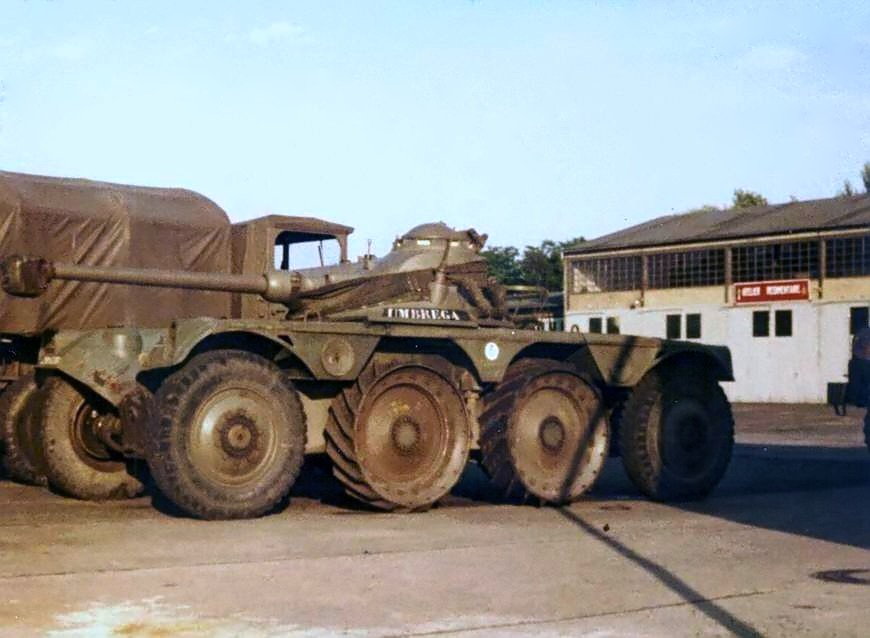
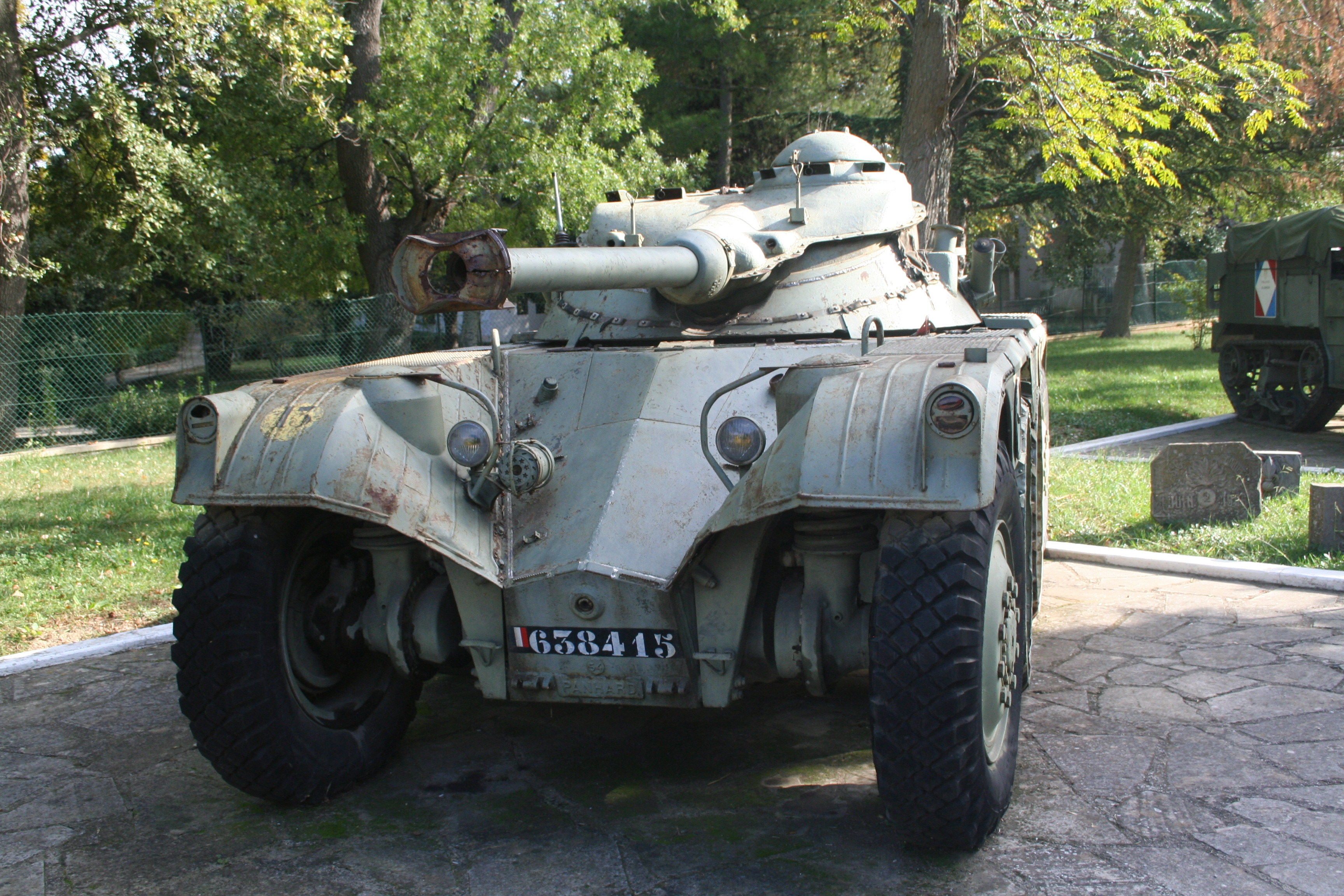
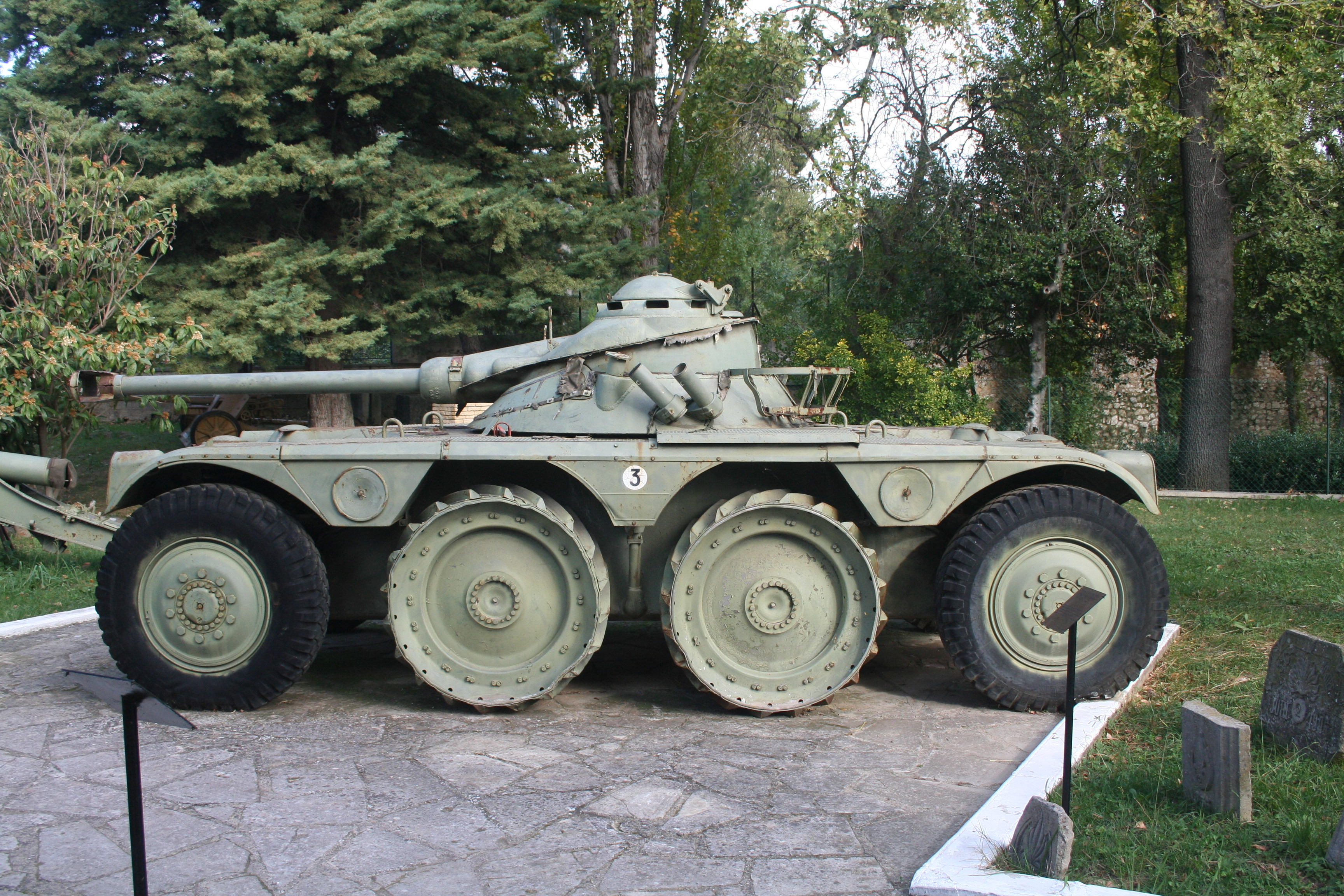